# Pieter Hellendaal
Pieter Hellendaal (Rotterdam 1er avril 1721 - Cambridge 19 avril 1799) est un organiste, violoniste, et l'un des compositeurs anglais d'origine hollandaise au XVIIIe siècle. À 30 ans, il émigre en Angleterre où il a vécu pendant les dernières 48 de ses 78 années.

## Biographie
Pieter Hellendaal et sa famille déménagent à Utrech alors qu'il a neuf ans et il devient organiste à l'église saint-Nicolas (nl) dès  le 11 janvier 1732, dans sa onzième année. En 1737 sa famille s'installe à Amsterdam. Il obtient le soutien d'un amoureux de la musique et secrétaire de mairie, Mattheus Lestevenon et part étudier le violon avec Tartini à Padoue (1738–1740). En 1743, il se produit dans des auberges d’Amsterdam et l'année suivante obtient le privilège pour publier ses œuvres : des sonates pour violon. En juin, il épouse la fille d'un chirurgien d'Amsterdam.
Il est inscrit à l'université de Leyde entre 1749 et 1751, tout en cherchant à s'implanter dans le milieu musical. Le 9 octobre 1751, il donne son dernier concert et quitte son pays pour Londres. 
Il s'y produit en concert jusqu'à occuper plusieurs postes d'organiste : il succède à Charles Burney à Sainte Margarette (1760), puis s'installe à Cambridge et travaille à la Pembroke Hall Chapel (1762–1777) puis à la Peterhouse Chapel jusqu'en 1799. Il enseigne parallèlement le violon et la théorie. Parmi ses élèves figure Charles Hague. 
Il est le seul compositeur néerlandais du XVIIIe siècle à avoir connu la célébrité hors de son pays.
C'est avec son fils Peter — également musicien : composition, violon, clarinette et orgue, et éditeur de musique — qu'il édite ses œuvres.

## Œuvre
Pieter Hellendaal laisse un chef-d'œuvre, son opus 3, digne successeur de Haendel, sans pour autant renier ses origines. Comme l'opus 6 du Saxon, il combine plusieurs styles et formes.
- (6) Sonate pour violon et basse continue, op. 1 (vers 1745)
- (6) Sonate pour violon et basse continue, op. 2 (vers 1750)
- 6 Grands Concertos pour cordes et basse continue, op. 3 (vers 1758)
- (6) Solos pour violon et basse continue, op. 4 (vers 1777)
- (8) Solos pour violoncelle et basse continue, op. 5 (vers 1780)
- (3) Grand Lessons pour clavecin, violon et violoncelle, op. 6 (vers 1790)
- Helledaal's Celebrated Rondo, pour violon et basse continue (vers 1790)
- Cantate Strephon and Myrtilla, vers 1785
- A collection of Psalms and Hymns, à 3 et 4 voix et basse continue (1790)

## Discographie
- Concerto en mi bémol majeur, op. 3 no 4, dans A Grand concert of musick - The English Concert, dir. Trevor Pinnock (février 1979, Archiv) (OCLC 29299274)
- Six Grand Concertos, op. 3 - Orchestre de chambre slovaque, dir. Bohdan Warchal (mars/avril 1989, Opus 91 2220-2)
- Six Concerti Grossi op. 3 - Orchestre baroque de la communauté Européenne, Roy Goodman dir. et violon (septembre 1991, Channel Classics CCS 3492) (OCLC 36962744)
- Six Grand Concertos for Violins etc. In Eight Parts Opus 3 par l'ensemble Combattimento Consort Amsterdam (NM Classics, 1992)